# Вежі Транго
Вежі Транго — багатовершинний скельний масив, який є частиною хребта Балторо Музтаг гірської системи Каракорум, розташований на спірній території Гілгіт-Балтистану. До вершин веж ведуть одні з найбільших і складних скельних стін в світі. Вищою точкою масиву є Велика Вежа Транго, висота якої становить 6286 м. Західна стіна цієї вежі є найбільшою вертикальною скелею в світі. Її протяжність становить 1340 м.
Всі башти масиву Транго розташовані в гребені, що простягнувся з північного заходу на південний схід між льодовиком Транго на заході і льодовиком Дунг на сході. Сама по собі Велика Вежа Транго являє собою масив з чотирма вершинами: Головною (6286 м), Південної або Південно-Західної (6250 м), Східної (6231 м) та Західної (6223 м). Це складна комбінація крутих сніжно-льодових жолобів, вертикальних і нависаючих стін, увінчаних сніговими шапками гребенів.
На північний захід від Великої Вежі знаходиться Вежа Транго, яку також часто називають Безіменною Вежею Транго. Це великий досить симетричний скельний шпиль. На північ від Безіменної Вежі Транго розташована невелика скельна вежа, відома як Чернець Транго. Далі на північ за Чернець Транго, схили хребта стають менш крутими і там вже немає скельних стін, якими відрізняються вершини масиву Транго, що притягають альпіністів, хоча висоти там стають більшими. Ці вершини зазвичай не вважають частиною групи Транго, але вони мають спільні з групою назви: Транго II (6327 м), розташована на північний захід від Ченця Транго, і вища точка гребеня — Транго Рі (6363 м), що знаходиться далі на північний захід від Транго II.
На південний схід від Великої Вежі Транго розташована Транго Пулпіт (6050 м). Її стіни вельми схожі на стіни решти вершин групи Транго. Далі на південь розташована вершина Замок Транго (5753 м) — останній великий пік в гребені перед льодовиком Балторо.

## Історія сходжень
Сходження на будь-яку вершину групи Транго являють собою видатні досягнення в альпінізмі. Їх складність пов'язана з поєднанням великої висоти і протяжних, технічно дуже складних скельних стін.

### Велика Вежа Транго
Перше сходження на Велику Вежу Транго було здійснено в 1977 р. групою у складі: Galen Rowell, Джон Роскеллі, Kim Schmitz, Jim Morrissey і Dennis Hennek. Маршрут проходив із заходу з боку льодовика Транго по системі льодових жолобів і скельних стінок і завершувався по верхній частині Південної стіни. Східна стіна Великий Вежі Транго була вперше пройдена норвежцями Hans Christian Doseth і Finn Dæhli в 1984 р. На спуску з вершини обидва альпіністи загинули. Перше успішне сходження і повернення з Східної вершини відбулося лише в 1992 р., коли Xaver Bongard і John Middendorf пройшли маршрут паралельний норвезькому. Ці два сходження є одними з найскладніших стінних маршрутів у світі. Найпростіший маршрут на Велику Вежу Транго проходить по Північно-Західної стіні. Він був пройдений у 1984 р. зв'язкою Andy Selters і Scott Woolums. Тим не менше він все одно дуже складний.

### Безіменна Вежа Транго
Перше сходження на Безіменну Вежу було здійснено в 1976 р. групою під керівництвом відомого англійського альпініста Джо Брауна в складі: Mo Anthoine, Martin Boysen, Malcolm Howells. Зараз цей маршрут дуже популярний серед сильних альпіністів. Крім нього існує ще щонайменше 8 маршрутів до вершини.
Вартий окремої згадки маршрут Eternal Flame, пройдений у вересні 1989 р. зв'язкою Kurt Albert та Wolfgang Güllich. Маршрут проходить по Південно-Східній стіні башти і був практично цілком пройдений вільним лазінням. Це сходження стало значним кроком у розвитку вільного лазіння в альпінізмі.

### Інші вершини групи
Західна вершина Великий Вежі Транго і Транго Пулпіт були підкорені в 1999 р. На Західну вершину зійшли дві команди: американська і російська. Вони працювали практично одночасно по паралельних маршрутах. Американська команда у складі: Alex Lowe, Jared Ogden, Mark Synnott пройшла довгий і складний маршрут. Російська команда — Ігор Потанькін, Олександр Одінцов, Іван Самойленко та Юрій Кошеленко пройшли маршрут аналогічної складності. Обидва сходження були номіновані на Золотий льодоруб. Сходження на Транго Пулпіт було здійснено норвезькою командою в складі: Robert Caspersen, Gunnar Karlsen, Per L. Skjerven і Einar Wold. Альпіністи провели на стіні 38 днів.

### Недавні сходження
Деякі з недавніх сходжень пройшли по протяжних західних та південних стінах Великий Вежі Транго. У 2004 р. Josh Wharton та Kelly Cordes пройшли новий дуже довгий (2256 м) маршрут на Південно-Західну вершину по Південно-Західному гребеню. Хоча цей маршрут і не так складний як маршрути по Східній стіні, він виділяється швидким і легким стилем, в якому був пройдений. Сходження зайняло 5 днів. У серпні 2005 р. словацькі альпіністи Gabo Cmarik і Jozef Kopold за 7 днів пройшли маршрут правіше маршруту Wharton / Cordes по Південній стіні Великої Вежі Транго. У тому ж місяці Samuel Johnson, Jonathon Clearwater і Jeremy Frimer здійснили перше проходження Південно-Західного гребеня Транго II. За 5 днів альпіністи пройшли 1600 м маршруту.. Також в серпні 2005 р. південноафриканська команда: Peter Lazarus, Marianne Pretorius, James Pitman і Andreas Kiefer піднялися на вершину Вежі Транго по словенському маршруту. Marianne Pretorius стала третьою жінкою, що досягла вершини./ У 2011 р. жіноча команда Марина Коптєва (керівник, Україна), Анна Ясинська (Україна) і Галина Чобіток (Росія) пройшли новим маршрутом по північно-західній стіні. За це сходження команда була нагороджена Золотим льодорубом Росії, ставши таким чином першими дівчатами володарями цієї нагороди

## Бейсджампінг
26 серпня 1992 р. австралійці Nic Feteris і Glenn Singleman, піднявшись на Велику Вежу Транго, здійснили стрибок з висоти 5995 м на Північно-Західній стіні і приземлилися на північній стороні льодовика Дунг на висоті 4200 м. На той момент це стало найвищим стартовим майданчиком в історії стрибків бейсджампінгу.